# كاثيدرال سيتي (كاليفورنيا)
كاثيدرال سيتي (بالإنجليزية: Cathedral City)‏ هي إحدى مدن مقاطعة ريفيرسيدي، كاليفورنيا. تم إعطاءها لقب مدينة في 16 نوفمبر، 1981.